# لو فيغان (فرنسا)
لو فيغان ( 
نطق فرنسي: [lə viɡɑ̃]  ( أنصت)
</img> ؛ (بالأكستانية: Lo Vigan)‏ ) هي بلدية في مقاطعة جارد في جنوب فرنسا . وهي محافظة فرعية تابعة للقسم.

## جغرافية

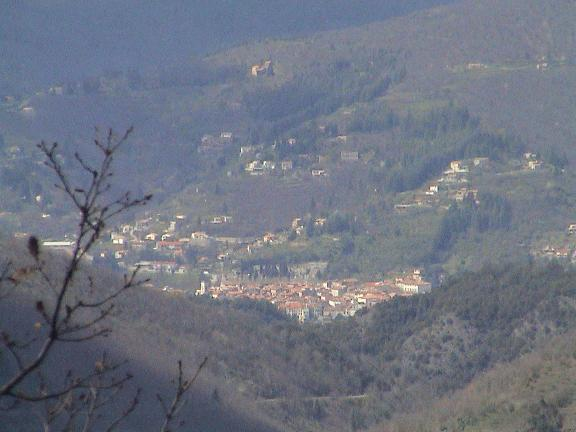
منظر من الجبال إلى لو فيغان

يقع لو فيغان في جنوب Massif Central وبالقرب من Mont Aigoual في وادي Arre . تقع المدينة على الحافة الجنوبية من حديقة Cévennes الوطنية وهي المدينة الأكثر اكتظاظًا بالسكان داخل المنتزه.

### مناخ
يتميز لو فيغان بمناخ البحر الأبيض المتوسط الحار في الصيف ( تصنيف مناخ كوبن Csa ). متوسط درجة الحرارة السنوية في لو فيغان هو 13.7 °م (56.7 °ف) . متوسط هطول الأمطار السنوي هو 1,494.8 مـم (58.85 بوصة) مع شهر أكتوبر باعتباره الشهر الأكثر رطوبة. تكون درجات الحرارة الأعلى في المتوسط في يوليو ، عند حوالي 22.6 °م (72.7 °ف) ، وأدنى مستوى في يناير عند حوالي 6.2 °م (43.2 °ف) . أعلى درجة حرارة سجلت على الإطلاق في Le Vigan كانت 44.0 °م (111.2 °ف) في 28 يونيو 2019 ؛ كانت أبرد درجة حرارة تم تسجيلها على الإطلاق −13.7 °م (7.3 °ف) في 16 يناير 1985.
| البيانات المناخية لـ{{{location}}} | البيانات المناخية لـ{{{location}}} | البيانات المناخية لـ{{{location}}} | البيانات المناخية لـ{{{location}}} | البيانات المناخية لـ{{{location}}} | البيانات المناخية لـ{{{location}}} | البيانات المناخية لـ{{{location}}} | البيانات المناخية لـ{{{location}}} | البيانات المناخية لـ{{{location}}} | البيانات المناخية لـ{{{location}}} | البيانات المناخية لـ{{{location}}} | البيانات المناخية لـ{{{location}}} | البيانات المناخية لـ{{{location}}} | البيانات المناخية لـ{{{location}}} |
| الشهر                              | يناير                              | فبراير                             | مارس                               | أبريل                              | مايو                               | يونيو                              | يوليو                              | أغسطس                              | سبتمبر                             | أكتوبر                             | نوفمبر                             | ديسمبر                             | المعدل السنوي                      |
| ---------------------------------- | ---------------------------------- | ---------------------------------- | ---------------------------------- | ---------------------------------- | ---------------------------------- | ---------------------------------- | ---------------------------------- | ---------------------------------- | ---------------------------------- | ---------------------------------- | ---------------------------------- | ---------------------------------- | ---------------------------------- |
| [بحاجة لمصدر]                      |                                    |                                    |                                    |                                    |                                    |                                    |                                    |                                    |                                    |                                    |                                    |                                    |                                    |

## تاريخ
على نهر في الحافة الجنوبية من Massif Central ، يقع لو فيغان على حدود طبيعية. في القرنين الثاني والثالث قبل الميلاد ، كانت تقع بين الأراضي التي احتلتها قبائل Volcae Arecomici و Averni و Gabali . في 121 قبل الميلاد ، سيطر الرومان على جزء كبير من جنوب فرنسا بما في ذلك المنطقة المحيطة بـ Le Vigan. تنازل Volcae Arecomici طواعية عن أراضيهم ،  وتنازل Arverni عن الكثير من الأراضي في معاهدة تحافظ مع ذلك على استقلالهم. تحت السيطرة الرومانية ، كان Le Vigan جزءًا من "Provincia" الرومانية (ومن ثم Provence ) التي تسمى Gallia Narbonensis .
| « | Le Vigan is supposed to occupy the site of the old Gallo-Roman town of Vindomagus. The name implies that a Celtic population was settled there. "Magh" signifies meadow or plain, and "vindo" is the Latin form given to the word we find in so many places to signify open country, wind-swept, surt-scorched, rambled over by sheep,... No descriptive appellation could better suit Le Vigan. | » |

سيطر القوط الغربيون على النصف الغربي من جاليا ناربونينسيس في 462 م ، وهو جزء عُرف باسم سبتيمانيا والذي احتوى على لو فيجان ، واكملوا السيطرة على الرغم من المحاولات في 586 و 589 من قبل الملك الفرنجي ( الميروفنجي ) غونترام لغزو المنطقة من الشمال. . في عام 587 أصبحت المنطقة تحت الحكم الكاثوليكي مع تحول ملك القوط الغربيين ريكارد الأول . في عام 719 ، غزا مور السمح سبتمانيا وناضلوا الفرنجة لاستعادتها خلال العقود العديدة التالية. بحلول عام 780 ، احتل شارلمان المنطقة بأكملها. يقع Le Vigan في موقع بلدة رومانية قديمة قد تكون "Vindomagus" ،  لكنها غير مؤكدة. :851يوجد نبع يسمى "مصدر إيزيس " ، والذي يوفر المياه للمدينة منذ ما لا يقل عن 1069  والذي تم تسميته نسبة للإلهة الرومانية . دمرت المدينة خلال الغزو المغربي لبروفانس.

## الاقتصاد
كما هو واضح مع العديد من المدن في Cévennes ، تعددت الكثير من الصناعات النسيجية في الماضي. كانت تعتبر العديد من المحاجر الواقعة جنوب المدينة فوق Montdardier سابقا مصادر مهمة للحجر الجيري المطبوع على الحجر . نال الحجر من بين بقية المحاجر تنويهًا مشرفًا في المعرض الكبير لعام 1851. :28

## شخصيات
- شوفالييه داساس (1733-1760) - ضابط برتبة نقيب في Régiment d'Auvergne اشتهر بسرد مشاركته في معركة كلوستر كامبن خلال حرب السنوات السبع . غالبًا ما يُنسب إليه الفضل في التضحية بحياته لتنبيه فوجه إلى وجود الإنجليز بالقرب من معسكرهم ، بعبارة "إلي ، أوفيرني! ها هو العدو!" [14] :97–98
- أبراهام بيرنس دي موراس (1684-1732) - مصرفي ، ولد لعامة الناس ، ارتقى إلى طبقة النبلاء ومات ثريًا للغاية. قام ببناء فندق Hôtel Biron في باريس والذي يضم الآن Musée Rodin .
- الممثلة كارولين بروست (1967-)
- Henri Quatrefages de La Roquette [الإنجليزية] (1731-1824) ، التأسيسية
- أوديت تيسييه دو كروس (1906-1997) ، مؤسس وأمين متحف Le Vigan's Musée cévenol [الإنجليزية]
- Pierre Triaire [الإنجليزية] (1771-1799) - جندي الثورة الفرنسية

## مشاهد
- musée cévenol [الإنجليزية]يظهر الحياة في Cévennes خلال القرون الماضية
- Vieux Pont هو جسر قديم تم بناؤه خلال القرن الحادي عشر
- فندق Faventines القديم المسمى Château d'Assas من القرن الثامن عشر
- إن Arboretum de la Foux و Arboretum de l'Hort de Dieu هي مشتل ناضجة

## روابط خارجية
- باتريموين دو فيغان